# The Good Doctor
The Good Doctor és una sèrie de televisió de drama mèdic estatunidenca. Està basada en una sèrie sud-coreana guanyadora de diversos premis, nascuda el 2013 amb el mateix nom. L'actor Daniel Dae Kim, en saber de l'èxit de la sèrie, en va comprar els drets per a la seva empresa de producció. Va començar adaptant-la i, l'any 2015, la va vendre a CBS. Al principi, semblava que estaven disposats a desenvolupar la sèrie però, veient que no havien produït ni l'episodi pilot, Kim, que confiava en el producte, va decidir recomprar-ne els drets. Finalment, Kim va arribar a un acord amb Sony Pictures.
La sèrie està produïda per Sony Pictures Television i ABC Television Studio, en associació amb les productores Shore Z Produccions, 3AD i Entermedia. David Shore, creador del drama mèdic House, n'és el showrunner, i Daniel Dae Kim, el productor executiu.
La protagonitza Freddie Highmore com a Shaun Murphy, un jove autista amb síndrome del savi i resident quirúrgic de l'hospital fictici San Jose St. Bonaventure. Antonia Thomas, Hill Harper, Christina Chang, Richard Schiff, Will Yun Lee, Paige Spara, i Tamlyn Tomita també formen part del repartiment, així com Nicholas Gonzalez, Beau Garrett i Jasika Nicole. Aquests últims, però, sols apareixen a les primeres temporades.
Després que l'intent de CBS, l'any 2015, no prosperés, ABC es va comprometre a llençar, com a mínim, l'episodi pilot, que es va emetre per primer cop a maig de 2017. El 3 d'octubre del mateix any, anunciaven l'emissió de la primera temporada, de 18 capítols, gravada principalment a Vancouver, Colúmbia Britànica.
The Good Doctor es va estrenar el 25 de setembre de 2017. Ha rebut crítiques de tot tipus, amb elogi particular al paper de Highmore i alts índexs televisius, però crítica pel que fa a la trama, i opinions dividides sobre el tractament de l'autisme. A març de 2018, ABC va anunciar una segona temporada, estrenada el 24 de setembre de 2018 i, a febrer de 2019, s'anunciava la tercera, que es va estrenar el 23 de setembre de 2019. A febrer 2020, ABC va renovar el show per una temporada més.

## Argument
La sèrie és protagonitzada per Shaun Murphy, un jove autista cirurgià amb síndrome de savant nascut a Casper, Wyoming, on va tenir una infantesa problemàtica. Treballa a San José, Califòrnia, al prestigiós San Jose St. Bonaventure Hospital.

## Repartiment i personatges

### Principals
- Freddie Highmore com a Dr Shaun Murphy, resident quirúrgic amb autisme.[4] Les seves habilitats derivades de la síndrome de savant inclouen la memòria fotogràfica i l'habilitat d'adonar-se de petits detalls que altra gent no nota. En els flashbacks a la seva adolescència és interpretat per Graham Verchere.
- Nicholas González com a Dr Neil Melendez, assistent de cirurgia cardiotoràcica a càrrec dels residents quirúrgics. Mor al final de la temporada 3, arran d'unes lesions internes rebudes durant un terratrèmol. (Temporades 1–3).[4]
- Antonia Thomas com a Dra Claire Brown, resident quirúrgica que forma una amistat força propera amb Shaun. Claire és coneguda per la seva empatia i maduresa emocional, i és normalment molt pacient i comprensiva amb ell.[5]
- Chuku Modu com a Dr Jared Kalu, resident quirúrgic de família rica. Es muda a Denver a l'inici de la segona temporada, després de barallar-se amb el Dr Andrews. (Temporades 1–2)[6]
- Beau Garrett com a Jessica Preston, advocada interna de l'hospital i vicepresidenta de Gestió de Risc. És neta del fundador de l'hospital i amiga del Dr Glassman. (Temporada 1)[7]
- Hill Harper com a Dr Marcus Andrews, expresident de l'hospital i excap de cirurgia. Després de ser acomiadat del càrrec de president, accepta una nova oferta com a assistent de cirurgia especialitzat en cirurgia plàstica.[8]
- Richard Schiff com a Dr Aaron Glassman, president del San José St. Bonaventure Hospital i anterior assistent de neurocirurgia, que ha estat mentor i bon amic de Shaun des dels seus 14 anys.[9][10]
- Tamlyn Tomita com a Allegra Aoki, moderadora de la junta de l'hospital i vicepresidenta de la fundació que en controla el finançament.[11] (Temporades 1–2; convidada a la Temporada 3)
- Will Yun Lee com a Dr Alex Park, resident quirúrgic i expolicia de Phoenix, Arizona, que va decidir canviar de professió. (Temporades 2-present; habitual a la Temporada 1)[12]
- Fiona Gubelmann com a Dra Morgan Reznick, resident quirúrgica competitiva i egocèntrica. Té una rivalitat subtil amb Claire, a causa de les seves diferències de personalitat i ètica de treball. (Temporades 2–present; habitual a la Temporada 1)[13][14]
- Christina Chang com a Dra Audrey Lim, assistent de cirurgia traumàtica a càrrec del departament d'emergències i dels residents quirúrgics i, més endavant, cap de cirurgia. (Temporades 2–present; habitual a la Temporada 1)
- Paige Spara com a Lea Dilallo, de qui Shaun està enamorat fins que ella se'n va per fer realitat el seu somni. Més tard, torna a l'hospital i es converteixen en amics platònics i companys de pis, esdevenint parella al final de la tercera temporada. (Temporades 2–present; habitual a la Temporada 1)
- Jasika Nicole com a Dra Carly Lever, cap de patologia de l'hospital. Esdevé companya de feina de Shaun a la segona temporada i parella a la tercera. Tanmateix, acaben tallant cap al final de la tercera temporada. (Temporada 3; habitual a les Temporades 1–2)

### Habituals
- Dylan Kingwell com a Steve Murphy, germà petit de Shaun que apareix en flashbacks i,[15] més tard, en visions i somnis. També interpreta Evan Gallico, un noi en el present que s'assembla al germà de Shaun i està patint d'etapa 4 d'osteosarcoma. (Temporades 1-3)
- Teryl Rothery com a J.L.
- Chris D'Elia com a Kenny, el nou veí de Shaun, que va a viure a l'antic apartament de Lea. Quan Lea retorna, Shaun menciona que va ser arrestat. (Temporada 1)
- Sheila Kelley com a Debbie Wexler, cambrera de l'hospital, promesa i més tard esposa del Dr Glassman. Després de ser acomiadada en la tercera temporada, esdevé directora d'oficina de Glassman. Kelley, a la vida real, està casada amb Richard Schiff, que interpreta el Dr Glassman.
- Lisa Edelstein com a Dra Marina Blaize, oncologista. (Temporada 2)[16]
- Daniel Dae Kim com a Dr Jackson Han, Excap de Cirurgia del San Jose St. Bonaventure Hospital que va tenir alguns conflictes amb Shaun degut al seu comportament derivat de l'autisme.[17](Temporada 2)
- Sharon Leal com a Brisa Brown, la mare de Claire Brown que pateix de desordre bipolar. Mor en un accident de cotxe en la Temporada 3, a l'episodi "Claire". (Temporades 2-3)
- Ricky He com a Kellan Park, fill molt distanciat del seu pare, el Dr Park. (Temporades 2-3)[18]
- Karin Konoval com a Deena Petringa, infermera al St. Bonaventure que sovint fa d'ajudant en cirurgies o controlant pacients. (Temporades 2-3)

### Convidats notables
- Irene Keng com a Dra Elle McLean, resident quirúrgica que només apareix en l'episodi pilot.[8][19]
- Eve Gordon com a Fryday, infermera.[20]
- Eric Winter com a Dr Matt Coyle, un agradable doctor que cau molt bé a tothom. Més tard, començarà a flirtejar amb Claire.[21]
- Marsha Thomason com a Dra Isabel Barnes, dona del Dr Marcus Andrew.[22]
- Kelly Blatz com a Aidan Coulter, donant de sang i interès amorós d'Allegra.
- Manny Jacinto com a Bobby Ato, en el 10è episodi de la primera temporada, "Sacrifici".
- Necar Zadegan com a Dr Ko.
- Holly Taylor com a Maddie Glassman, la filla del Dr Glassman.
- Vered Blonstein com a Lana Moore, l'únic personatge femení amb autisme de la sèrie.[23]
- Alex Plank com a Javier "Javi" Maldonado.[23]
- Jennifer Birmingham com a Mia Wuellner, que s'està reconciliant amb el seu exmarit, el Dr Alex Park. En la vida real, Birmingham està casat i té un fill amb Will Yun Lee, que interpreta Alex Park.
- Robert Sean Leonard com a Shamus O'Malley, un dels molts pacients de l'hospital, que hi arriba un dia amb un marlí clavat a la cama.
- Michael Trucco com a Ethan Murphy, pare de Shaun, a qui no veia des de fa molts anys, que més tard mor de càncer. (Temporada 3)
- Moises Arias com a Luka, traficant de drogues que ve a l'hospital després d'una sobredosi. (Temporada 3)
- Cäsar Jacobsen com un cambrer sord del bar.

## Producció

### Desenvolupament
A maig de 2014, CBS va començar a desenvolupar un remake americà de l'reeixit drama mèdic coreà Good Doctor, amb Daniel Dae Kim com a productor. Kim va explicar la idea d'adaptar la sèrie com «alguna cosa que pot tenir cabuda en un mon reconeixible, amb personatges que poden ser desenvolupats a llarg termini». La història d'un cirurgià de pediatria amb autisme havia de ser gravada a Boston i el seu llançament estava previst per a l'agost de 2015. Tanmateix, CBS es va retirar del projecte i Sony se'l va fer seu, aconseguint, a l'octubre de 2016, que ABC es comprometés a emetre, com a mínim, l'episodi pilot. La sèrie està desenvolupada per David Shore, que comparteix el càrrec de productor executiu amb Sebastian Lee i David Kim. L'episodi pilot no es va anunciar, oficialment, fins a gener de 2017.
L'11 de maig de 2017, ABC va anunciar el llançament de la sèrie com una coproducció entre Sony Pictures i ABC Studios. El 3 d'octubre de 2017, es va anunciar que la Temporada 1 tindria 18 episodis. El 7 de març de 2018, ABC va renovar la sèrie per a una segona temporada. El 5 de febrer de 2019, durant la gira de premsa TCA, es va anunciar la tercera temporada, llançada el 23 de setembre de 2019. El 10 de febrer de 2020, la sèrie va ser renovada per a la quarta temporada.

### Càsting
A 17 de febrer de 2017, Antonia Thomas va ser escollida com a Dra Claire Browne, doctora talentosa i tossuda que estableix una connexió especial amb Shaun. Una setmana més tard, Freddie Highmore va ser escollit per al paper de Shaun Murphy, cirurgià amb autisme, i Nicholas Gonzalez, per al de Dr Neil Melendez, cap dels residents quirúrgics. El mes següent, Chuku Modu va ser proposat per al paper del resident Jared Kalu (al principi Jared Unger); Hill Harper per al del cap de cirurgia Marcus Andrews (al principi Horace Andrews); Irene Keng per al de Dra Elle McLean, resident; i Richard Schiff per al del Dr Aaron Glassman (originalment Ira Glassman), president de l'hospital i mentor de Shaun. A aquest últim, el va seguir Beau Garrett com a Jessica Preston, membre de la junta de l'hospital i amiga de Glassman. A setembre de 2017, Tamlyn Tomita es va afegir al repartiment principal com a Allegra Aoki.
A abril de 2018, es va revelar que Will Yun Lee, Fiona Gubelmann, Christina Chang i Paige Spara formarien part del repartiment regular de la segona temporada, després d'aparèixer a la 1a com a Alex, Morgan, Audrey i Lea, respectivament. A més a més, es va anunciar que Chuku Modu no apareixeria en la segona temporada. A 19 de setembre de 2018, es va fer públic que Beau Garrett deixava la sèrie després de l'estrena de la Temporada 2.

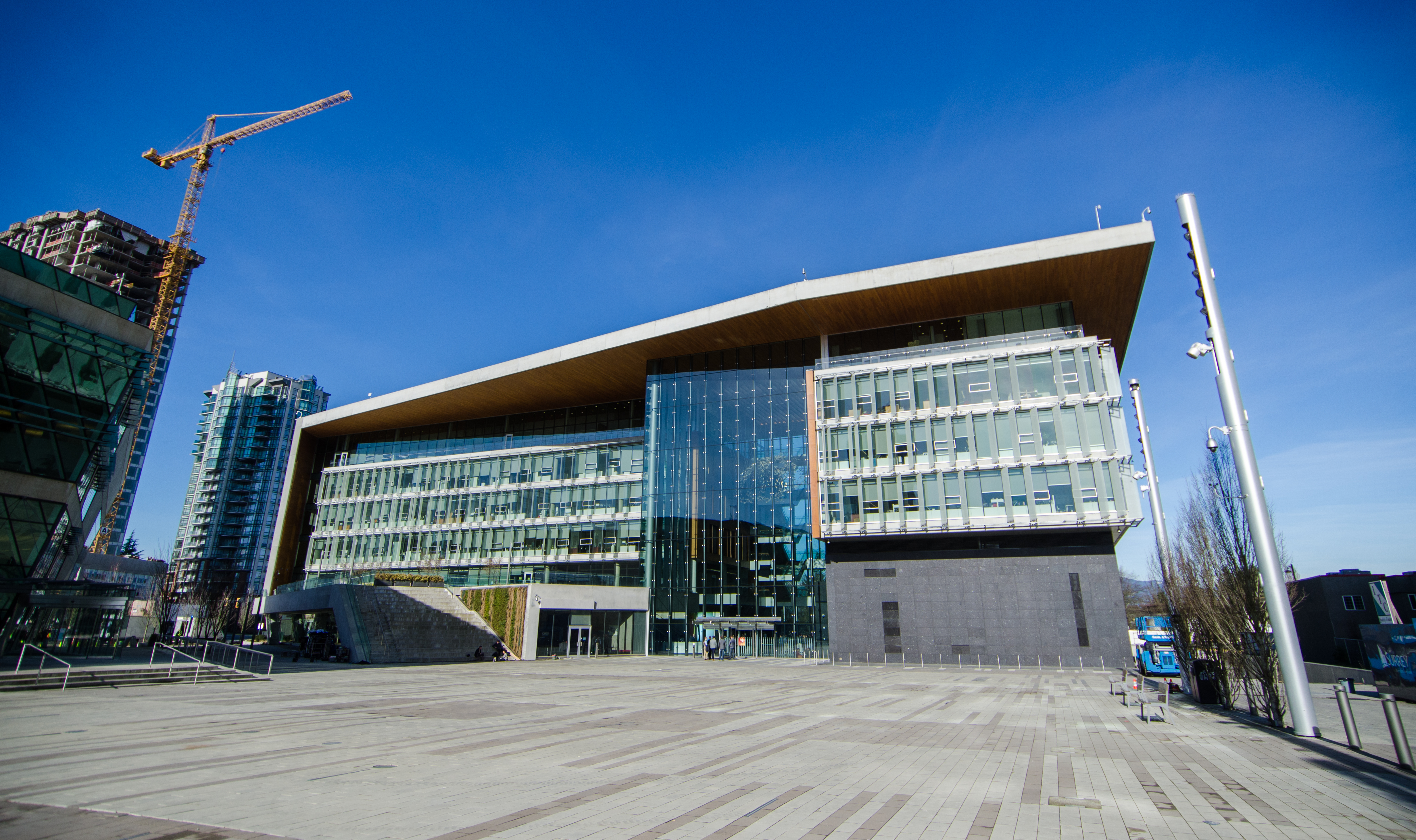
The Surrey, ajuntament de Colúmbia Britànica, apareix com l'hospital fictici San Jose St. Bonaventure.

A gener de 2019, es va anunciar que el productor executiu Daniel Dae Kim ocuparia un paper habitual durant la segona temporada. A juliol de 2019, es feu públic que Jasika Nicole apareixeria regularment a tercera.

### Filmació
La producció del pilot va tenir lloc entre el 21 de març i el 6 d'abril de 2017, a Vancouver, Colúmbia Britànica. La filmació de la resta de la temporada va començar el 26 de juliol de 2017, concloent l'1 de març de 2018. La segona temporada es va gravar entre el 27 de juny de 2018 i el 12 de febrer de 2019, i la tercera, entre el 19 de juny de 2019 i el 3 de març de 2020. S'espera que la gravació de la quarta es produeixi entre el 20 de juny de 2020 i el 29 de març de 2021.

### Música
Dan Romer, principal compositor de la sèrie, va ser nominat als Emmy. Va guanyar el Premi de Música Cinematogràfica de la Societat Americana de Compositors, Autors i Editors per la seva contribució en el show.

## Llançament

### Emissió
The Good Doctor es va començar a emetre el 25 de setembre de 2017, als Estats Units per ABC, i per CTV al Canadà; més tard, Seven Network la va llançar a Austràlia. Sky Witness va adquirir-ne els drets d'emissió per al Regne Unit i Irlanda, i Colors Affinity per al subcontinent indi (octubre de 2017), llançant cada episodi 24 hores després de la seva emissió als EUA. Wowow, la principal xarxa televisiva japonesa de pagament per visió, va adquirir-ne els drets per emetre-la a principis d'abril de 2018. Als Països Baixos, es va començar a emetre el 29 de gener de 2018, per RTL 4 i pel servei de vídeo a la carta Videoland. A Itàlia, la sèrie es va estrenar per Rai 1 el 17 de juliol de 2018, assolint un rècord de 5,2 milions d'espectadors totals entre dos quarts de 10 i tres quarts de dotze i una quota d'audiència del 31,7% en el 3r episodi, entrant així al rànquing de les 10 sèries estrangeres més vistes a Itàlia en prendre la 5a posició a House. Al Brasil, la sèrie va ser el primer llançament internacional de Globoplay, el servei de vídeos a la carta de Rede Globo. El 20 de març de 2020, Televisión Nacional de Xile va anunciar el que properament emetrien la sèrie.

### Màrqueting
A la presentació Upfront d'ABC del maig de 2017, es va fer públic el tràiler complet. Ethan Anderton, del portal /Film, va dir que la sèrie et feia sentir «com si House conegués Rain Man, el qual hauria de ser suficient per fer-la interessant». Tanmateix, va expressar els seus dubtes sobre el fet que les habilitats de Shaun derivades del síndrome del savi i les dificultats que l'autisme li suposava a la feina fossin suficients per atrapar l'audiència. Daniel Fienberg, del The Hollywood Reporter, va destacar sobretot els papers de Hill Harper com el principal detractor del personatge principal i Richard Schiff com el seu noble defensor. Ben Travers i Steve Greene, de l'IndieWire el va descriure com "un tràiler seriós per a un tema seriós. Pel que hem pogut veure del paper de Highmore, sembla que s'intenta fer una reflexió sobre l'autisme, a la vegada que es mostren les habililtats perceptives de Shaun com una mena d'arma secreta." Una setmana després del seu llançament, el tràiler havia tingut 25,4 milions de visites, 22 dels quals a través de Facebook.
El pilot es va mostrar per primer cop a l'esdeveniment PaleyFest, organitzat per ABC el 9 de setembre de 2017. El 22 de març de 2018, diversos membres del repartiment, així com els productors executius Shore i Kim, van assistir al 35è PaleyFest anual a Los Angeles per fer promoció de la sèrie.

### Streaming
A maig de 2018, Hulu va adquirir els drets de vídeo a la carta dels episodis nous i passats de la sèrie. Així, a partir de llavors, els episodis estarien disponibles, en exclusiva, a Hulu, emetent-se l'endemà per ABC. A Nova Zelanda, en canvi, és Lightbox qui en té els drets de streaming; el primer episodi va estar diponible per primer cop el 5 de febrer de 2018 i, de llavors ençà, els següents episodis s'han anat llançant dies després de sortir als EUA.

## Recepció del públic

### Valoracions i audiència
L'estrena de la sèrie va aconseguir una puntuació de 2,2/9 en la franja d'edats dels 18 als 49 anys, amb 11,22 milions d'espectadors totals, esdevenint així el debut de sèrie de drama en dilluns més vist a ABC des de Dangerous Minds, 21 anys enrere (setembre del 1996), i el drama emès en dilluns amb valoracions més altes entre els 18 i 49 anys des de Castle. 7 dies després del seu llançament, l'episodi pilot havia estat vist per 19,2 milions d'espectadors, aconseguint també 7,9 milions d'espectadors en PVR que li van permetre superar el rècord de 7,67 que Designated Survivor tenia des del 2016. Segons l'edició del 13-26 de novembre de la revista canadenca TV Guide, l'episodi del 9 d'octubre va atraure 18,2 milions d'espectadors, sobrepassant així els shows de CBS NCIS i The Big Bang Theory com a show més vist d'aquella setmana en hora punta.

### Resposta de la crítica
A Rotten Tomatoes, la Temporada 1 té un índex d'aprovació del 62%, basat en 42 ressenyes, amb una valoració mitjana de 5,65/10. En general, el portal destaca les capacitats d'interpretació dels actors, tot i que indica que encara hi ha molt a millorar pel que fa a la faceta emotiva de la sèrie. A Metacritic, la Temporada 1 té una valoració mitjana de 53/100, basada en 15 ressenyes.

### Premis
| Any  | Premi                                               | Categoria                                                                                   | Guanyador(s) | Resultat  | Referència    |
| ---- | --------------------------------------------------- | ------------------------------------------------------------------------------------------- | --- | --------- | ------------- |
| 2018 | Globus d'Or del 2018                                | Millor Actor - Sèrie dramàtica de televisió                                                 | Freddie Highmore | Nominat   | [ 76 ] [ 77 ] |
| 2018 | Premi Humanitas                                     | Categoria de 60 minuts                                                                      | David Shore (per "Burnt Food") | Guanyador | [ 78 ]        |
| 2018 | Societat Americana de Compositors, Autors i Editors | Les millors sèries de televisió en xarxa                                                    | Dan Romer | Guanyador | [ 79 ]        |
| 2018 | Premi Banff Rockies                                 | Guió a la sèrie de melodrama                                                                | The Good Doctor | Guanyador | [ 80 ]        |
| 2018 | Premi Banff Rockies                                 | El periodista de Hollywood (revista) Premi Impacte                                          | The Good Doctor | Guanyador | [ 80 ]        |
| 2018 | Premis Teen Choice                                  | Premi Teen Choice Choice TV Actor de Drama                                                  | Freddie Highmore | Nominat   | [ 81 ]        |
| 2018 | Premis internacionals de dramatúrgia de Seül        | Millor sèrie dramàtica                                                                      | The Good Doctor | Nominat   | [ 82 ] [ 83 ] |
| 2018 | Premis internacionals de dramatúrgia de Seül        | Millor actor                                                                                | Freddie Highmore | Nominat   | [ 82 ] [ 83 ] |
| 2018 | Premis internacionals de dramatúrgia de Seül        | Millor guionista                                                                            | David Shore | Nominat   | [ 82 ] [ 83 ] |
| 2018 | 44è Premi de la selecció del pùblic                 | L'estrella masculina de televisió del 2018                                                  | Freddie Highmore | Nominat   | [ 84 ]        |
| 2019 | 9è Premi de la Crítica per a la Televisió           | Premi televisiu Choice Critics per l'actor Millor en una sèrie de dramatúrgia               | Freddie Highmore | Nominat   | [ 85 ]        |
| 2019 | 9è Premi de la Crítica per a la Televisió           | Premi de la Critica 'Choice Television al millor actor secundari d'una sèrie de dramatúrgia | Richard Schiff | Nominat   | [ 85 ]        |
| 2019 | Premi Humanitas                                     | Categoria de 60 minuts                                                                      | David Shore i Lloyd Gilyard, Jr. (per a Més)                                                                                           | Nominat   | [ 86 ]        |
| 2019 | 30è Premi GLAAD Media                               | Episodi individual destacat (en una sèrie sense un personatge LGBT habitual)                | Ella | Nominat   | [ 87 ]        |
| 2019 | Leo Awards                                          | Millor sèrie dramàtica                                                                      | Shawn Williamson, Mike Listo, David Shore, Freddie Highmore, Erin Gunn, Liz Friedman, Daniel Dae Kim, Thomas Moran, and David Hoselton | Nominat   | [ 88 ]        |
| 2019 | Leo Awards                                          | Millor interpretació de convidat per part d'un home d'una sèrie dramàtica                   | Ricky He (per a Quarantine) | Nominat   | [ 88 ]        |
| 2019 | Festival de Televisió de Montecarlo                 | Públic de televisió internacional – Millor sèrie de televisió dramàtica                     | The Good Doctor | Guanyador | [ 89 ] [ 90 ] |
| 2019 | Premis internacionals de dramatúrgia de Seül        | Drama estranger més popular de l'any                                                        | The Good Doctor | Guanyador | [ 91 ]        |
| 2020 | Desena edició dels premis de la crítica televisiva  | Millor actor en una sèrie dramàtica                                                         | Freddie Highmore | Nominat   | [ 92 ]        |
| 2020 | Leo Awards                                          | Millor interpretació de convidat maculi a una sèrie dramàtica                               | Peter Benson (for "Risk and Reward")                                                                                                   | Nominat   | [ 93 ]        |
| 2020 | Leo Awards                                          | Millor interpretació de convidat maculi a una sèrie dramàtica                               | Kiefer O'Reilly (for "SFAD") | Nominat   | [ 93 ]        |